# Biltzheim
Biltzheim é uma comuna francesa na região administrativa de Grande Leste, no departamento Alto Reno. Estende-se por uma área de 7,14 km². Em 2010 a comuna tinha 462 habitantes (densidade: 64,6 hab./km²).